# Erna Siikavirta
Erna Siikavirta (Espoo, 1977. október 8. –) finn zenész, zongorán és 
szintetizátoron játszik. 1997-től 2005-ig a Lordi finn heavy metal együttes tagja Enary művésznéven. Ezenkívül több más együttesben is játszott. 1998-ban csatlakozott a Children of Bodom nevű finn együtteshez egy európai turné erejéig. 1999-ben a Sinergyt segítette. Miután kilépett a Lordiból, 2006-ban a Deathlike Silence tagja lett.

## Együttesei
- Lordi (1997–2005)
- Children of Bodom
- Sinergy (1999)
- Deathlike Silence (2006–)

## Enary
Erna Enary fedőnévvel volt a Lordi tagja. Jelmeze egy valkűrt jelenített meg, méghozzá egy manipulatív valkűrt, amely akárkire befolyással bír.

## Diszkográfiája

### Lordi
- Get Heavy (2002)
- The Monsterican Dream (2004)
- The Monster Show (2005)

### Deathlike Silence
- Vigor Mortis

## Filmográfia
- The Kin (2004)-Enary